# Agência Espacial Sueca
A Agência Espacial Sueca (AES) é a agência espacial da Suécia, estabelecida em 1972, com sede em Estocolmo, a capital do país.

## Astronautassuecos
- Christer Fuglesang

## Satélites artificiais suecos
- Viking (satélite)
- Odin (satélite)